# Miami-Dade County
Das Miami-Dade County ist ein County im Bundesstaat Florida der Vereinigten Staaten. Der Verwaltungssitz (County Seat) ist die City of Miami. Gemeinsam mit dem Broward County und dem Palm Beach County bildet das Miami-Dade County die Metropolregion Miami.

## Geographie
Das County hat eine Fläche von 6297 Quadratkilometern, wovon 1257 Quadratkilometer Wasserfläche sind. Es grenzt im Uhrzeigersinn an folgende Countys: Monroe County, Collier County und Broward County.

### Klima

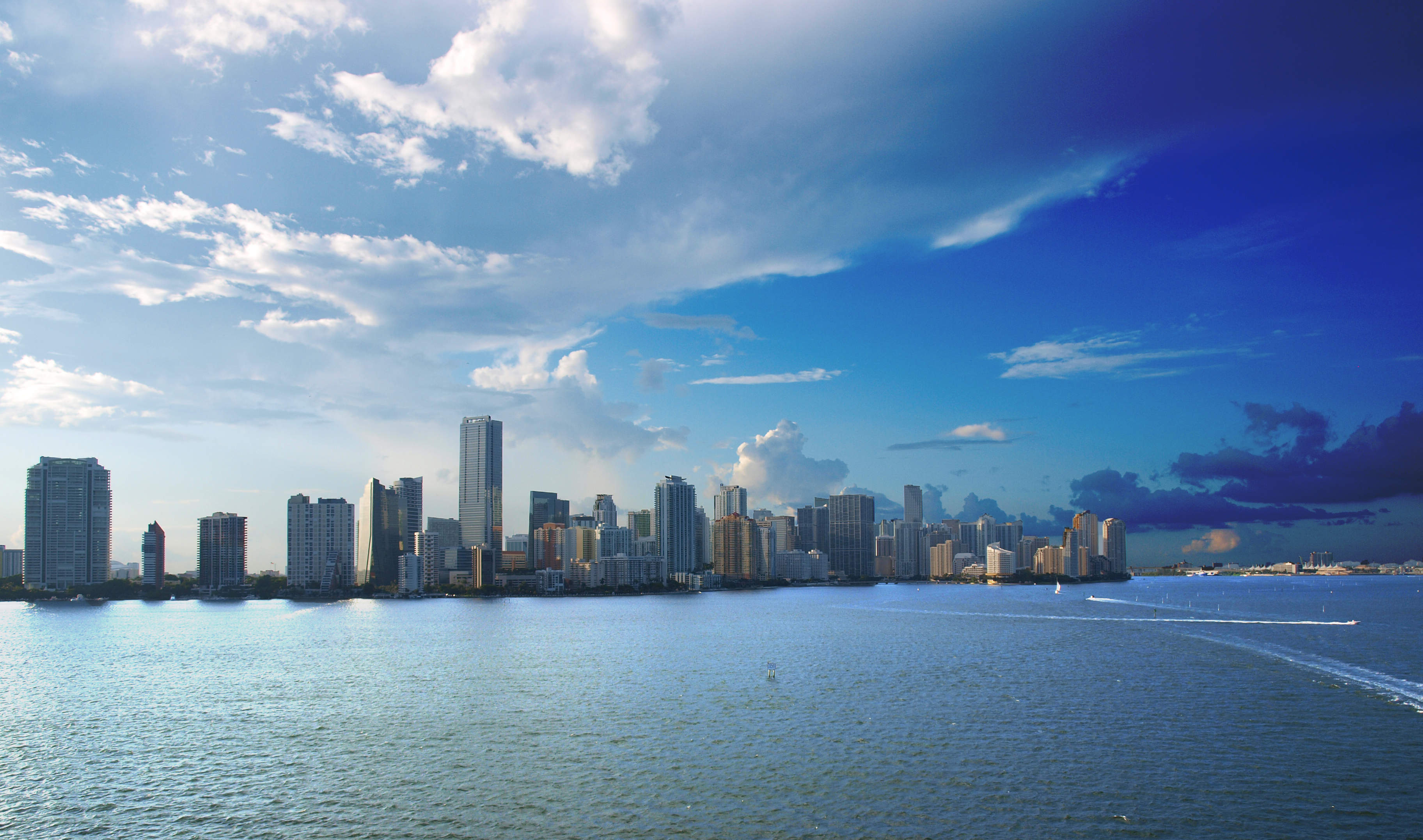
Miami (Skyline 2011)

Das Klima Miamis ist mit seinen feucht-heißen Sommern und trocken-warmen Wintern ein tropisches Monsunklima (effektive Klimaklassifikation nach Köppen: Am), wobei die Stadt zwischen Ende Oktober und März durchaus Kaltfronten ausgesetzt ist. Der jährliche Niederschlag hat seinen Höhepunkt in der Regenzeit von Mai bis Oktober, die mit der atlantischen Hurrikansaison zeitlich zusammenfällt. In den übrigen Monaten herrscht Trockenzeit. Diese ist geprägt von milden Temperaturen, die von gelegentlichen Einbrüchen kalter Luft unterbrochen wird und es sind diese Durchzüge von Kaltfronten, die zu den geringen winterlichen Regenfällen führen.
Der jährliche Niederschlag ist einer der höchsten in einer US-amerikanischen Großstadt und summiert sich auf 1488 mm, wobei die Werte der nahegelegenen Städte Fort Lauderdale (1621 mm) und Miami Beach (1227 mm) deutlich abweichen.
Das warme Klima verdankt Miami nicht nur seiner niedrigen Höhenlage und der Position knapp nördlich des Wendekreis des Krebses, sondern auch dem Golfstrom, der Temperaturextreme ausgleicht. An einem typischen Sommertag liegen die Höchsttemperaturen mindestens bei 24 °C und maximal zwischen 30 und 35 °C, wobei die hohe Luftfeuchtigkeit oft durch ein Gewitter oder Seewind verringert wird. In den Wintermonaten betragen die Temperaturen im Durchschnitt um 21 °C. Sie fallen selten unter 15 °C und erreichen maximal 25–28 °C.
Die höchste in Miami gemessene Temperatur betrug 40 °C, die niedrigste Temperatur von −1 °C wurde mehrfach gemessen. Schneefall trat in der Geschichte der Wetteraufzeichnungen in Miami bisher nur zweimal auf, am 20. Januar 1977 und am 4. Januar 2018. Diese Aufzeichnungen wurden von 1839 bis 1900 recht sporadisch geführt, manche Lücken dauerten mehrere Jahre. Im Dezember 1900 wurde in Downtown Miami eine Wetterstation zur Messung von Temperaturen und Niederschlägen eingerichtet; im Juni 1911 eröffnete der National Weather Service ein offizielles Büro in der Stadt. Heute hat das National Hurricane Center der National Oceanic and Atmospheric Administration seinen Sitz in Miami.
Die Hurrikansaison dauert zwar offiziell vom 1. Juni bis zum 30. November, aber die Bildung von tropischen Wirbelstürmen außerhalb dieser Periode ist nicht ungewöhnlich. Die höchste Wahrscheinlichkeit dafür, dass Miami von einem Hurrikan getroffen wird, besteht während des Zeitraums, in dem die meisten Kap-Verde-Typ-Hurrikane entstehen, also zwischen Mitte August und Ende September. Miami wurde seit Hurrikan Cleo 1964 von einem direkten Treffer verschont. Viele tropische Wirbelstürme hatten Auswirkungen auf die Stadt, darunter vor allem die Hurrikane Betsy 1965, Andrew 1992, Irene 1999 sowie Katrina und Wilma in der sehr aktiven Hurrikansaison 2005. Ein tropisches Tiefdruckgebiet, das sich später über dem offenen Atlantik zum Tropischen Sturm Leslie entwickelte, verursachte im Jahr 2000 Rekordniederschlagsmengen und Überflutungen im Stadtgebiet. Durch seine Lage am Rand des Ozeans und auf der niedrig gelegenen Küstenebene gilt Miami neben New Orleans und New York City als eine der am meisten durch einen Wirbelsturm gefährdeten Großstädte in den Vereinigten Staaten. (siehe auch Hurrikan Irma)
|                       | Jan  | Feb  | Mär  | Apr  | Mai   | Jun   | Jul   | Aug   | Sep   | Okt   | Nov  | Dez  |   |         |
| Mittl. Tagesmax. (°C) | 24,0 | 24,7 | 26,2 | 28,0 | 29,6  | 30,9  | 31,7  | 31,7  | 31,0  | 29,2  | 26,9 | 24,8 | ⌀ | 28,2    |
| Mittl. Tagesmin. (°C) | 15,1 | 15,8 | 17,9 | 19,9 | 22,3  | 23,9  | 24,6  | 24,8  | 24,4  | 22,3  | 19,3 | 16,4 | ⌀ | 20,6    |
|                       |      |      |      |      |       |       |       |       |       |       |      |      |   |         |
| Niederschlag (mm)     | 51,1 | 52,8 | 60,7 | 72,4 | 157,7 | 237,0 | 144,8 | 192,5 | 193,8 | 143,3 | 67,6 | 46,5 | Σ | 1.420,2 |
|                       |      |      |      |      |       |       |       |       |       |       |      |      |   |         |
| Sonnenstunden (h/d)   | 7,1  | 7,7  | 8,9  | 9,8  | 9,7   | 9,6   | 10,0  | 9,3   | 8,7   | 8,4   | 7,4  | 7,0  | ⌀ | 8,6     |
|                       |      |      |      |      |       |       |       |       |       |       |      |      |   |         |
| Regentage (d)         | 5,3  | 4,6  | 4,9  | 4,5  | 9,0   | 13,8  | 13,3  | 15,0  | 14,2  | 10,9  | 7,1  | 4,5  | Σ | 107,1   |
|                       |      |      |      |      |       |       |       |       |       |       |      |      |   |         |
| Wassertemperatur (°C) | 22   | 22   | 23   | 25   | 28    | 30    | 31    | 31    | 30    | 28    | 25   | 23   | ⌀ | 26,5    |
|                       |      |      |      |      |       |       |       |       |       |       |      |      |   |         |
| Luftfeuchtigkeit (%)  | 73   | 71   | 70   | 67   | 72    | 76    | 75    | 76    | 78    | 75    | 74   | 73   | ⌀ | 73,3    |

| 15,1 |

| 15,8 |

| 17,9 |

| 19,9 |

| 22,3 |

| 23,9 |

| 24,6 |

| 24,8 |

| 24,4 |

| 22,3 |

| 19,3 |

| 16,4 |

| 15,1 |

| 15,8 |

| 17,9 |

| 19,9 |

| 22,3 |

| 23,9 |

| 24,6 |

| 24,8 |

| 24,4 |

| 22,3 |

| 19,3 |

| 16,4 |

## Geschichte

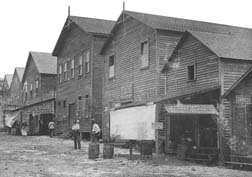
Miami 1896

Das Dade County wurde 1836 gebildet. Benannt wurde es nach Major Francis L. Dade, der 1835 im 2. Seminolenkrieg getötet worden war. Am 13. November 1997 wurde nach einer Volksbefragung der Name in Miami-Dade County geändert.
Seit 1935 stellt das Miami-Dade Fire Rescue Department den Brandschutz und den Rettungsdienst in 29 Gemeinden des Countys sicher.
2023 wurde auf dem Dade-Collier Training and Transition Airport ein Internierungslager für Migranten eingerichtet. Mit einer Auslegung auf mit 5000 Personen überdurchschnittlich viele Insassen und einer öffentlichkeitswirksamen Bewerbung als „Alligator Alcatraz“ ist das Zentrum ein Aushängeschild des politischen Kurses der Regierungen Trump und De Santis.

## Demographie
Gemäß der Volkszählung 2010 verteilten sich die damaligen 2.496.435 Einwohner auf 989.435 Haushalte. Die Bevölkerungsdichte lag bei 396,4 Einw./km². 73,8 % der Bevölkerung identifizierten sich als Weiße, 18,9 % als Afroamerikaner, 0,2 % als Indianer und 1,5 % als Asian Americans. 3,2 % gaben an Angehörige anderer Ethnien zu sein und 2,4 % verschiedener Ethnien. 65,0 % der Bevölkerung gaben außerdem an Hispanics oder Latinos zu sein.
Im Jahr 2010 lebten in 36,1 % aller Haushalte Kinder unter 18 Jahren sowie 29,6 % aller Haushalte Personen mit mindestens 65 Jahren. 69,5 % der Haushalte waren Familienhaushalte (bestehend aus verheirateten Paaren mit oder ohne Nachkommen bzw. einem Elternteil mit Nachkomme). Die durchschnittliche Größe eines Haushalts lag bei 2,83 Personen und die durchschnittliche Familiengröße bei 3,33 Personen.
24,7 % der Bevölkerung waren jünger als 20 Jahre, 28,1 % waren 20 bis 39 Jahre alt, 28,0 % waren 40 bis 59 Jahre alt und 19,0 % waren mindestens 60 Jahre alt. Das mittlere Alter betrug 38 Jahre. 48,4 % der Bevölkerung waren männlich und 51,6 % weiblich.
Das durchschnittliche Jahreseinkommen lag bei 43.957 $, dabei lebten 17,9 % der Bevölkerung unter der Armutsgrenze.
Im Jahr 2010 war englisch die Muttersprache von 32,09 % der Bevölkerung, spanisch sprachen 59,25 % und 8,66 % hatten eine andere Muttersprache.

## Kultur und Sehenswürdigkeiten

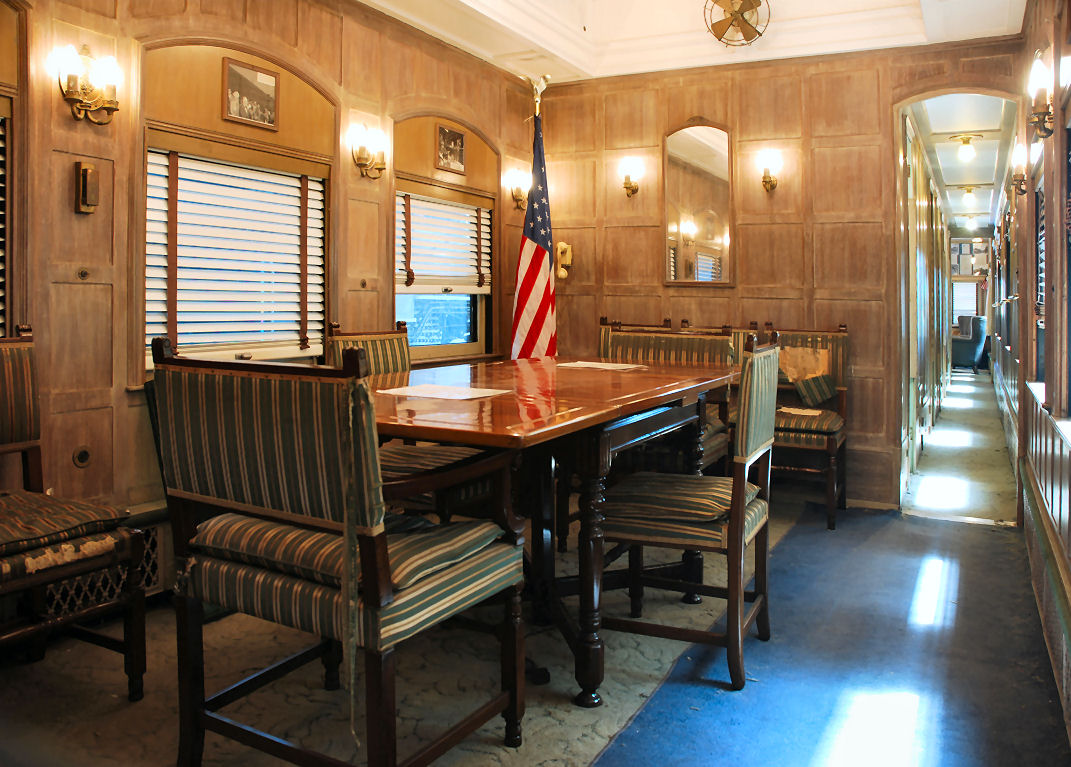
Speisezimmer des amerikanischen Präsidenten im Ferdinand Magellan Railcar (2007). Dieser Salonwagen entstand im Jahr 1928 und wurde 1943 zum Präsidentenwagen für Franklin Delano Roosevelt umfunktioniert. Neben Roosevelt nutzten seine Nachfolger Harry S. Truman, Dwight D. Eisenhower und kurzzeitig Ronald Reagan den Salonwagen. Im August 1977 wurde die Konstruktion in das NRHP eingetragen. Im Februar 1985 erhielt der Ferdinand Magellan Railcar als erstes Objekt im County den Status eines National Historic Landmarks zuerkannt.

190 Bauwerke, Stätten und historische Bezirke (Historic Districts) im Miami-Dade County sind im National Register of Historic Places (Nationales Verzeichnis historischer Orte; NRHP) eingetragen (Stand 6. Februar 2023), darunter haben der Ferdinand Magellan Railcar, der Freedom Tower, das Marjory Stoneman Douglas House, das Coral Gables Biltmore Hotel, der Miami Circle und die Villa Vizcaya den Status von National Historic Landmarks (Nationales historisches Wahrzeichen).

## Bildungseinrichtungen
- University of Miami in Coral Gables
- Florida Career College in Hialeah
- Miami-Dade Community College in Hialeah
- Miami-Dade Community College in Homestead
- Keiser College in Kendall
- ATI Career Training Center in Miami
- Carlos Albizu University in Miami
- Florida Career College in Miami
- Florida International University in Miami
- Florida Memorial College in Miami
- International Fine Arts College in Miami
- ITT Technical Institute in Miami
- Jones College in Miami
- Keller Graduate School of Management in Miami
- Miami-Dade Community College in Miami
- Saint John Vianney College Seminary in Miami
- St. Thomas University in Miami
- Talmudic University of Florida in Miami Beach
- Barry University in Miami Shores
- Maimonides University in North Miami Beach
- Smith Chapel Bible College in Opa-Locka

## Wirtschaft
Die größten Arbeitgeber des Countys waren 2018:
| Arbeitgeber                      | Arbeitnehmer |
| -------------------------------- | ------------ |
| Miami-Dade County School Board   | 31.000       |
| Miami-Dade County Government     | 24.692       |
| U.S. Federal Government          | 19.300       |
| Florida State Government         | 19.200       |
| University of Miami              | 13.864       |
| Baptist Health South Florida     | 13.369       |
| American Airlines                | 11.773       |
| Jackson Health System            | 08.163       |
| Florida International University | 04.951       |
| City of Miami                    | 03.820       |

## Orte im Miami-Dade County
Das Miami-Dade County hat 34 Cities (die einwohnerstärksten sind Miami, Hialeah, Miami Gardens und Miami Beach), Towns und Villages.
Die Einwohnerzahlen basieren auf der Volkszählung von 2010.

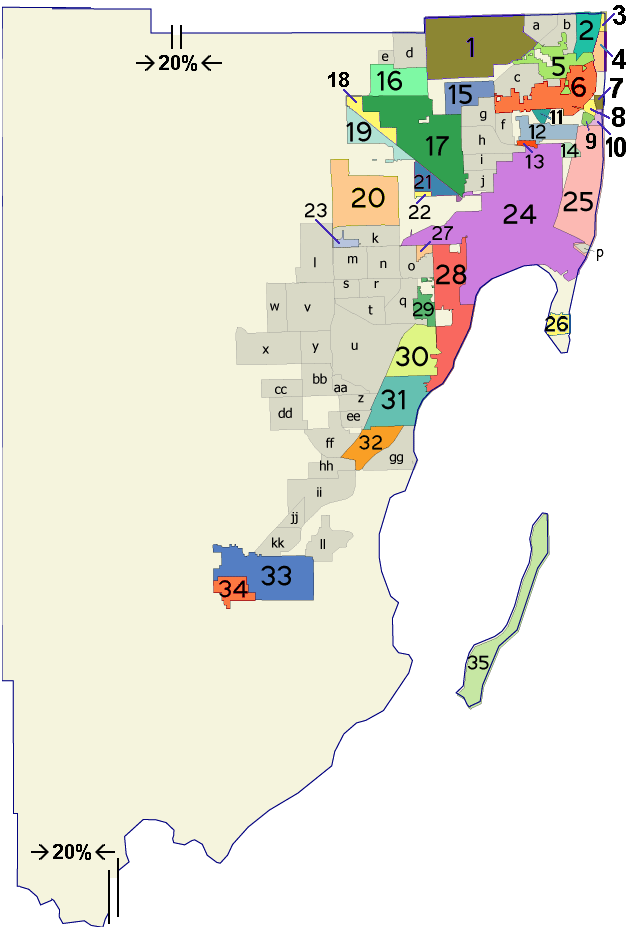
Kommunen im Miami-Dade County
Bei der Nummer 35 handelt es sich um das gemeindefreie Gebiet Islandia, das am 16. März 2012 vom Status einer City zurückgestuft wurde.

| #  | Kommune            | Bezeichnung | Gründungsdatum     | Einwohnerzahl |
| -- | ------------------ | ----------- | ------------------ | ------------- |
| 02 | Aventura           | City        | 7. November 1995   | 035.762       |
| 07 | Bal Harbour        | Village     | 16. Juni 1947      | 002.513       |
| 08 | Bay Harbor Islands | Town        | April 1947         | 005.628       |
| 11 | Biscayne Park      | Village     | 1933               | 003.055       |
| 28 | Coral Gables       | City        | 1925               | 046.780       |
| 32 | Cutler Bay         | Town        | 9. November 2005   | 040.286       |
| 20 | Doral              | City        | 24. Juni 2003      | 045.704       |
| 13 | El Portal          | Village     | 7. Dezember 1937   | 002.325       |
| 34 | Florida City       | City        | 1914               | 011.245       |
| 03 | Golden Beach       | Town        | 1929               | 000.919       |
| 17 | Hialeah            | City        | 1925               | 224.669       |
| 18 | Hialeah Gardens    | City        | Dezember 1948      | 021.744       |
| 33 | Homestead          | City        | 1913               | 060.512       |
| 09 | Indian Creek       | Village     | 1939               | 000.086       |
| 26 | Key Biscayne       | Village     | 1991               | 012.344       |
| 19 | Medley             | Town        | 1949               | 000.838       |
| 24 | Miami              | City        | 28. Juli 1896      | 399.457       |
| 25 | Miami Beach        | City        | 26. März 1915      | 087.779       |
| 01 | Miami Gardens      | City        | 13. Mai 2003       | 107.167       |
| 16 | Miami Lakes        | Town        | 5. Dezember 2000   | 029.361       |
| 12 | Miami Shores       | Village     | 2. Januar 1932     | 010.493       |
| 21 | Miami Springs      | City        | 1926               | 013.809       |
| 14 | North Bay Village  | City        | 1945               | 007.137       |
| 06 | North Miami        | City        | 27. Mai 1953       | 058.786       |
| 05 | North Miami Beach  | City        | 1927               | 041.523       |
| 15 | Opa-locka          | City        | 1926               | 015.219       |
| 31 | Palmetto Bay       | Village     | 10. September 2002 | 023.410       |
| 30 | Pinecrest          | Village     | 12. März 1996      | 018.223       |
| 29 | South Miami        | City        | 24. Juni 1927      | 011.657       |
| 04 | Sunny Isles Beach  | City        | 1997               | 020.832       |
| 10 | Surfside           | Town        | 18. Mai 1935       | 005.744       |
| 23 | Sweetwater         | City        | 1941               | 013.499       |
| 22 | Virginia Gardens   | Village     | 10. Juli 1947      | 002.375       |
| 27 | West Miami         | City        | 1947               | 005.965       |

Hinzu kommen noch einige census-designated places, die ebenfalls durch das United States Census Bureau erfasst sind.
| #  | Census-designated place | Einwohnerzahl |
| -- | ----------------------- | ------------- |
| j  | Brownsville             | 15.313        |
| o  | Coral Terrace           | 24.376        |
| d  | Country Club            | 47.105        |
| cc | Country Walk            | 15.997        |
| p  | Fisher Island           | 00.132        |
| k  | Fountainbleau           | 59.764        |
| i  | Gladeview               | 11.535        |
| q  | Glenvar Heights         | 16.898        |
| c  | Golden Glades           | 33.145        |
| hh | Goulds                  | 10.103        |
| ll | Homestead Base          | 00.964        |
| a  | Ives Estates            | 19.525        |
| v  | Kendale Lakes           | 56.148        |
| u  | Kendall                 | 75.371        |
| w  | Kendall West            | 36.154        |
| kk | Leisure City            | 22.655        |
| jj | Naranja                 | 08.303        |
| b  | Ojus                    | 18.036        |
| r  | Olympia Heights         | 13.488        |
| e  | Palm Springs North      | 05.253        |
| z  | Palmetto Estates        | 13.535        |
| f  | Pinewood                | 16.520        |
| ii | Princeton               | 22.038        |
| aa | Richmond Heights        | 08.541        |
| dd | Richmond West           | 31.973        |
| ff | South Miami Heights     | 35.696        |
| t  | Sunset                  | 16.389        |
| l  | Tamiami                 | 55.271        |
| y  | The Crossings           | 22.758        |
| x  | The Hammocks            | 51.003        |
| bb | Three Lakes             | 15.047        |
| m  | University Park         | 26.995        |
| h  | West Little River       | 34.699        |
| ee | West Perrine            | 09.460        |
| n  | Westchester             | 29.862        |
| g  | Westview                | 09.650        |
| s  | Westwood Lakes          | 11.838        |

## Städtepartnerschaften
Partnerstädte und -regionen von Miami-Dade County sind:
- Asti, Piemont, Italien
- Asunción, Paraguay
- Kapstadt, Südafrika
- Cayman Islands
- The Commonwealth of The Bahamas
- Dakar, Senegal
- Iquique, Chile
- Kingston, Jamaika
- Lamentin, Guadeloupe, Frankreich
- Maldonado, Uruguay
- Mendoza, Argentinien
- Bundesstaat Monagas, Venezuela
- Pereira, Kolumbien
- Petit-Goâve, Haiti
- Prag, Tschechische Republik
- Pucallpa, Region Ucayali, Peru
- San José, Costa Rica
- Santa Cruz de la Sierra, Bolivien
- Santo Domingo, Dominikanische Republik
- São Paulo, Brasilien
- St. Kitts und Nevis
- Stockholms län, Schweden
- Neu-Taipeh, Taiwan
- Teneriffa, Kanarische Inseln, Spanien
- Turks- und Caicosinseln
- Veracruz, Mexiko